# 卞桥
卞桥，位于山东省泗水县卞桥镇，是一座三孔石拱桥。始建年代不详，重建于金大定二十一年（1181年），桥长25米，中孔跨径4.5米。2006年，成为第六批全国重点文物保护单位。